# Phà tạm Rạch Miễu
Phà tạm Rạch Miễu là một tuyến phà nằm trên nối liền 2 tỉnh Đồng Tháp và Vĩnh Long, với bờ phía Đồng Tháp đặt tại xã Kim Sơn và bờ phía Vĩnh Long đặt tại xã Phú Túc. Phà cách cầu Rạch Miễu khoảng 9km về phía thượng lưu. Tổng kinh phí khoảng 100 tỷ đồng.

## Lịch sử hoạt động
Ngày 27 tháng 1 năm 2021, bến phà Rạch Miễu chính thức được khôi phục với tên gọi mới là: bến phà tạm Rạch Miễu, nhằm hỗ trợ giải quyết ùn tắc giao thông qua cầu Rạch Miễu đang bị quá tải vào thời điểm lễ, Tết hay các ngày thứ Bảy và Chủ nhật. Phà phục vụ tất cả các loại phương tiện có trọng tải dưới 30 tấn, miễn phí toàn bộ cho người đi bộ và xe hai bánh.
Tuy nhiên, đến ngày 12 tháng 7 năm 2021, sau gần 6 tháng hoạt động trở lại, bến phà phải dừng hoạt động để phòng, chống dịch COVID-19 để thuận tiện cho việc kiểm soát người ra vào tỉnh.
Đến ngày 19 tháng 11 năm 2021, sau hơn 4 tháng ngừng hoạt động, bến phà sẽ hoạt động trở lại trong khung giờ từ 4 giờ sáng đến 10 giờ tối hằng ngày, ngoài thời gian trên sẽ phải thuê bao phà.
Ngày 27 tháng 1 năm 2024, bến phà chính thức thu phí xe máy. Công trình bao gồm bến phà, đường dẫn và hiện có 4 phà loại 100 tấn đang hoạt động.